# Hoya lasiantha
Hoya lasiantha är en oleanderväxtart som beskrevs av Pieter Willem Korthals och Carl Ludwig von Blume. Hoya lasiantha ingår i släktet Hoya och familjen oleanderväxter. Inga underarter finns listade i Catalogue of Life.